# Tongquan (sockenhuvudort i Kina, Heilongjiang Sheng, lat 47,30, long 125,93)
Tongquan (kinesiska: 通泉, 通泉乡) är en sockenhuvudort i Kina. Den ligger i provinsen Heilongjiang, i den nordöstra delen av landet, omkring 180 kilometer norr om provinshuvudstaden Harbin. Antalet invånare är 19 541. Befolkningen består av 9 435 kvinnor och 10 106 män. Barn under 15 år utgör 13,0 %, vuxna 15-64 år 79 %, och äldre över 65 år 6,0 %.
Runt Tongquan är det ganska tätbefolkat, med 120 invånare per kvadratkilometer. Närmaste större samhälle är Mingshui, 13,4 km söder om Tongquan. Trakten runt Tongquan består till största delen av jordbruksmark.
Genomsnittlig årsnederbörd är 857 millimeter. Den regnigaste månaden är juli, med i genomsnitt 268 mm nederbörd, och den torraste är januari, med 6 mm nederbörd.